# Football Club Sporting Benevento 1996-1997
Questa voce raccoglie le informazioni riguardanti il Football Club Sporting Benevento nelle competizioni ufficiali della stagione 1996-1997.

## Rosa
| N. |                   | Ruolo | Calciatore               |
| -- | ----------------- | ----- | ------------------------ |
|    | Italia (bandiera) | P     | Andrea Armellini         |
|    | Italia (bandiera) | A     | Sossio Aruta             |
|    | Italia (bandiera) | D     | Alessandro Battisti      |
|    | Italia (bandiera) | C     | Davide Bombardini        |
|    | Italia (bandiera) | P     | David Dei                |
|    | Italia (bandiera) | A     | Roberto De Palma         |
|    | Italia (bandiera) | C     | Roberto D'Ermilio        |
|    | Italia (bandiera) | C     | Domenico De Simone       |
|    | Italia (bandiera) | C     | Alessandro De Solda (II) |
|    | Italia (bandiera) | D     | Massimo De Solda (I)     |
|    | Italia (bandiera) |       | Di Meola                 |
|    | Italia (bandiera) | C     | Andrea Fiorini           |
|    | Italia (bandiera) |       | Giovanni Ianuale         |

| N. |                   | Ruolo | Calciatore              |
| -- | ----------------- | ----- | ----------------------- |
|    | Italia (bandiera) | P     | Luigi Imparato          |
|    | Italia (bandiera) | C     | Graziano Iscaro         |
|    | Italia (bandiera) | D     | Giovanni Langella       |
|    | Italia (bandiera) | A     | Francesco Libro         |
|    | Italia (bandiera) | C     | Pietro Maiellaro        |
|    | Italia (bandiera) | D     | Osvaldo Mancini         |
|    | Italia (bandiera) | D     | Stefano Mastroianni     |
|    | Italia (bandiera) | D     | Michele Moscetta        |
|    | Italia (bandiera) | D     | Giuseppe Orsini         |
|    | Italia (bandiera) | D     | Giuseppe Angelo Petitto |
|    | Italia (bandiera) | D     | Nazareno Pignotti       |
|    | Italia (bandiera) | P     | Bernardo Sala           |
|    | Italia (bandiera) | C     | Giuseppe Sampino        |